# Atlantic Theater Company
Atlantic Theater Company est un théâtre Off-Broadway, à deux étages, et sans but lucratif. Il s'agit d'une ancienne église convertie en salle de divertissement. L' Atlantic Theater Company fut fondé en 1985 par David Mamet, William H. Macy, et, à l'époque, 30 étudiants de l'Université de New York. L' Atlantic opère deux théâtres dans le quartier de Chelsea.